# Renault RE30
Chronologie des modèles (1981)
Renault RE20B Renault RE30B
La Renault RE30 est une monoplace de Formule 1 conçue par Renault Sport pour le championnat du monde de Formule 1 1981. La RE30 succède à la Renault RE20B à partir du GP de Belgique 1981. Alain Prost et René Arnoux en étaient les pilotes.

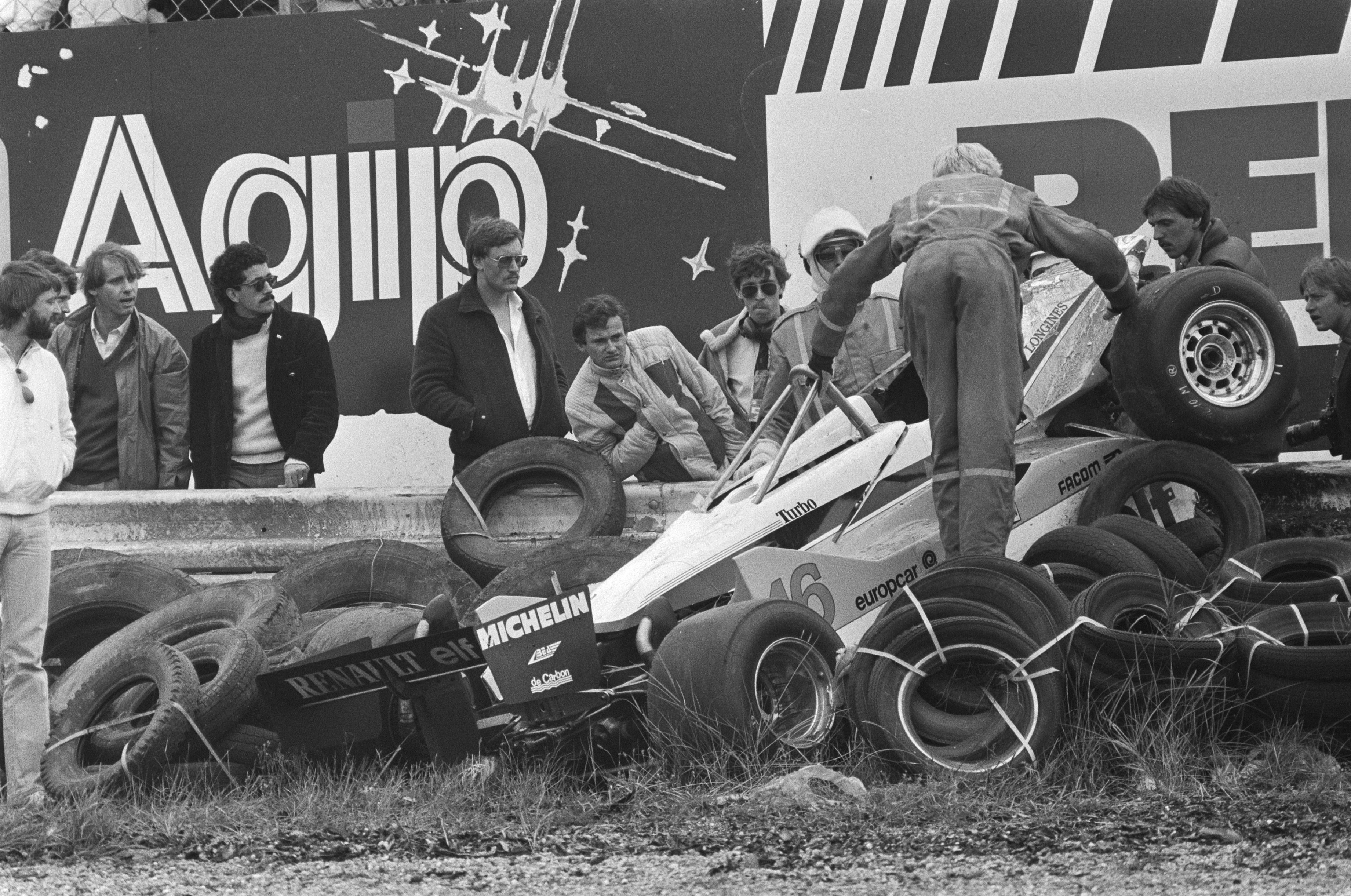
La monoplace accidentée de René Arnoux lors du GP des Pays-Bas 1982.